# Beusterburg

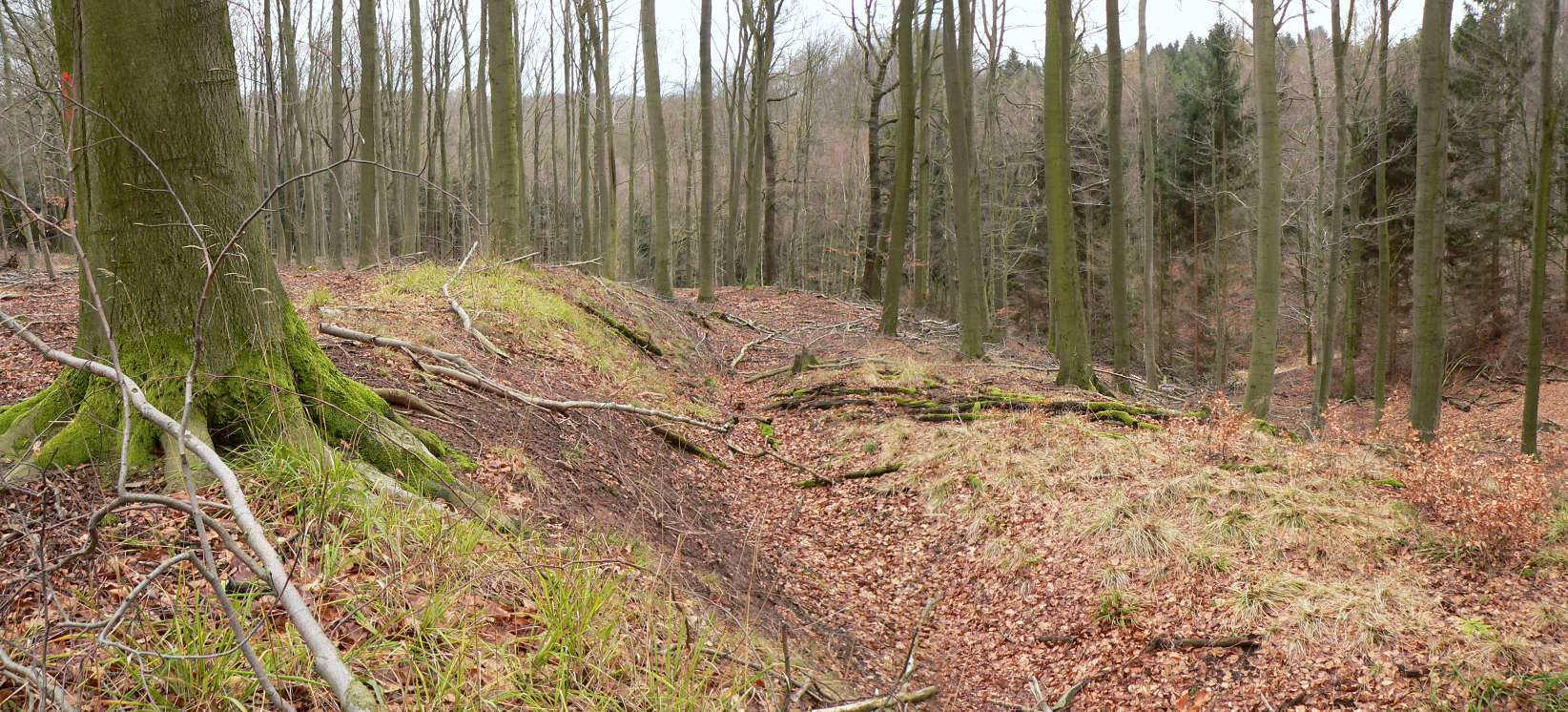
Graben der Beusterburg, links der Innenraum

Die Beusterburg ist ein Ringwall auf der bewaldeten Erhebung des Hildesheimer Waldes. Sie befindet sich im Ortsteil Betheln der Stadt Gronau in der Samtgemeinde Leinebergland im Landkreis Hildesheim in Niedersachsen. Die 15 Hektar umfassende Wallanlage wird auf ein Alter von 5000 Jahren geschätzt. Über ihre einstige Funktion gibt es unterschiedliche Annahmen, wonach es sich um eine Wallburg, ein  Erdwerk oder einen Viehkraal gehandelt haben könnte.

## Lage
Die Beusterburg liegt auf etwa 250 m über NHN auf dem nach Südwesten terrassenförmig abfallenden Rücken des „Schiefen Berges“ am Westhang des Hildesheimer Waldes. Sie ist zwischen den Bachtälern des Rottebaches im Süden und des Nordbaches im Norden angelegt worden. Etwa 400 Meter östlich entspringt die Beuster, nach der die Anlage benannt ist.

## Beschreibung

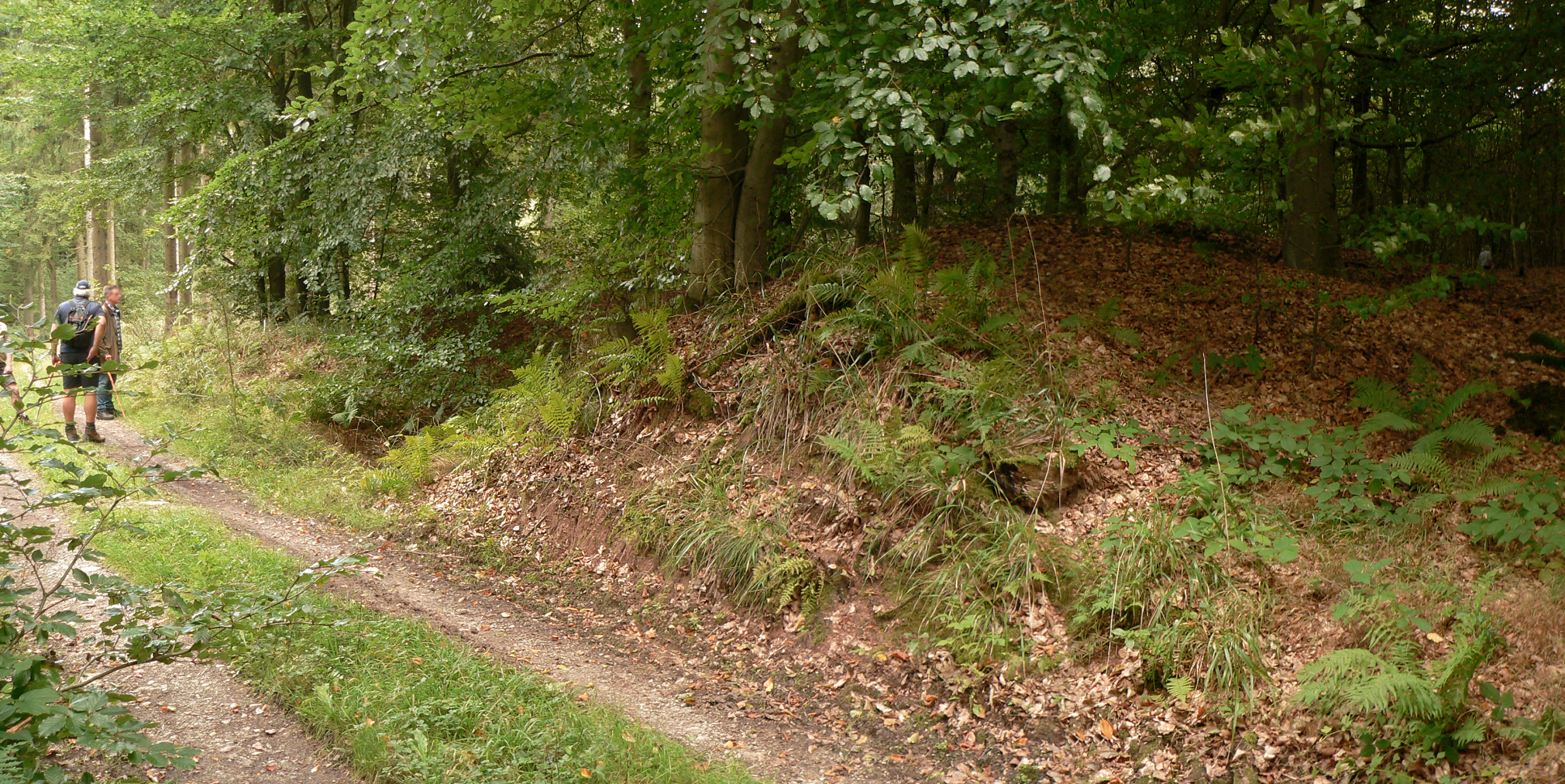
Blick vom Innenraum auf den Durchstich des Walls durch einen modernen Waldweg, der Graben liegt hier außen

Große Teile des zwei Kilometer langen, im Wald liegenden Ringwalls in Form eines Ovals sind erhalten geblieben. Bei Ausmaßen von rund 500 × 420 Metern beträgt die Innenfläche etwa 15 Hektar. Begrenzt wird die Beusterburg durch einen Sohlgraben von 2,5 m bis 3,5 m Tiefe mit einem außen, fortifikatorisch also verkehrt liegenden Vorwall von rund ein bis zwei Meter Höhe. An mehreren Stellen der Innenseite des Grabens wurde ein Palisadengraben mit geringer Erdaufschüttung festgestellt. So stellt sich die Befestigung von außen gesehen als Vorwall, Sohlgraben und Palisadenzaun mit zugespitzten Holzpfählen dar.
Wall, Graben und Palisadenring werden an zahlreichen Stellen durch Erdbrücken und Durchlässe unterbrochen, wobei ein Teil auf jüngere Durchstiche aus forstlichen Gründen zurückzuführen ist. Sechs Durchlässe in einer Breite von rund 1,5 Metern ließen sich bei den Ausgrabungen als neolithisch einstufen, ihre ursprüngliche Gesamtzahl wird auf 20 geschätzt. Die Grabungsbefunde weisen darauf hin, dass die Durchlässe mit Pfosten und Hölzern verschlossen werden konnten. Im Nordosten des Innenraums der Wallanlage ist ein innerer Wall auf 120 Meter Länge erhalten.

## Forschungsgeschichte
Nach einer ersten Schürfung 1930 durch den Hildesheimer Verein für Anthropologie, Völkerkunde und Vorgeschichte nahm der Prähistoriker Kurt Tackenberg in den Jahren 1933, 1935 und 1936 an mehreren Stellen des Walls Ausgrabungen vor. Auf der Innenseite der Anlage fanden sich Reste eines Palisadengrabens, was für die Umfassung des Innenraums mit einem Palisadenzaun spricht. Außerdem wurden Keramikreste, Feuersteine sowie Feuersteinklingen gefunden, jedoch keine Hausgrundrisse. Das Fundmaterial (Keramik, Steingeräte) wies der Ausgräber Kurt Tackenberg der Michelsberger Kultur zu, andere nahmen eine Herkunft aus der Trichterbecherkultur an. Es fanden sich auch Rand-, Wand- und Bodenscherben aus der Zeit der Schnurkeramik. Außerdem wurden Besiedlungsreste gefunden, die aus einer Zeit vor der Umwallung stammten. Die Ergebnisse der archäologischen Grabungskampagnen unter der Leitung von Kurt Tackenberg in den 1930er Jahren stellen bis heute die wichtigste Informationsquelle dar.
Der Archäologe Erhard Cosack vom Niedersächsischen Landesamt für Denkmalpflege führte in den Jahren 2001 und 2002 im Innenbereich der Wallanlage Begehungen mit dem Metallsuchgerät durch. Dabei wurden das Bruchstück eines bronzenen Tüllenbeiles und eine mittelalterliche Sichel gefunden.

## Funktion

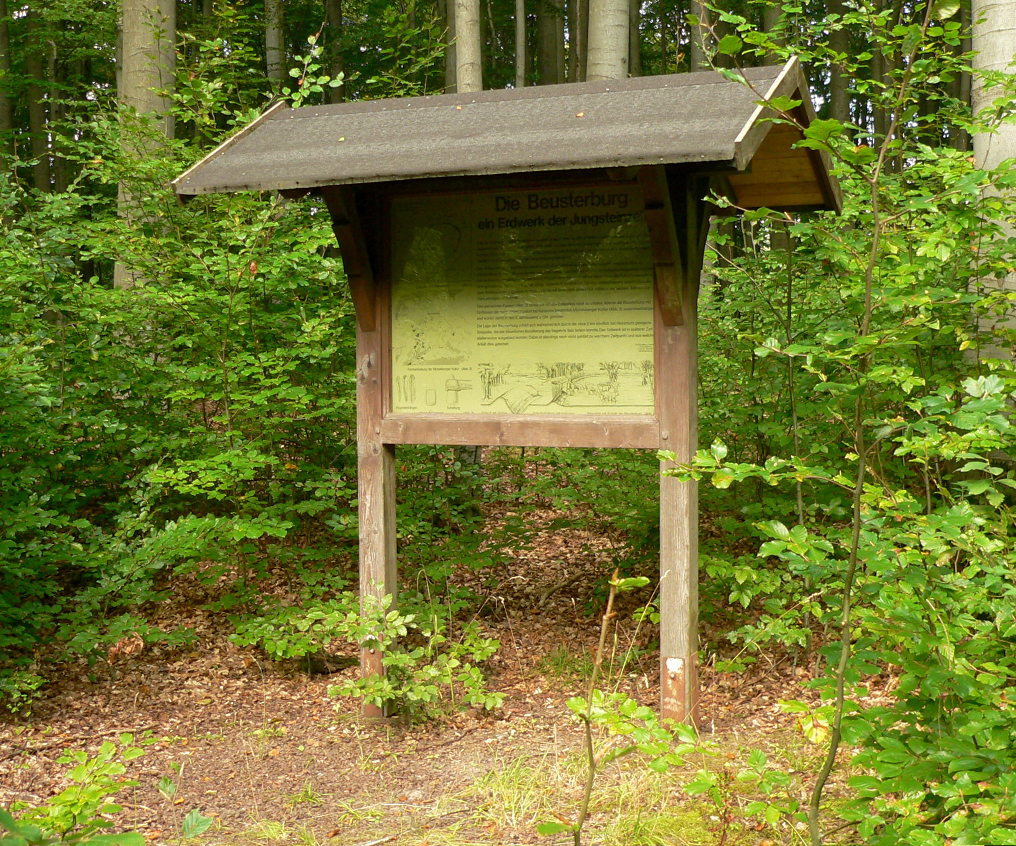
Infotafel an der Beusterburg

Bis heute ist unklar, zu welchem Zweck die Anlage errichtet worden ist. Die Funktion als neolithisches Erdwerk ist bisher nicht belegt. Der Ausgräber Kurt Tackenberg vermutete aufgrund der wenigen Funde und hoher Phosphatwerte im Boden einen Viehkraal. Für ein Gehege sprechen die zahlreichen Durchlässe im Wall, die eine Verteidigung der Anlage zu schwierig gemacht hätten. Auch die Nähe von Salzquellen, die am Nordfuß des Hildesheimer Waldes bei Heyersum vorhanden waren, spricht für eine Tierhaltung. Ebenfalls für eine Viehschutzanlage sprechen die Zaundurchlässe, die häufig zu den Bächen im Norden und Süden führen. In einer zweiten Bauphase, die sich nicht datieren lässt, fanden Umbauten im Wall- und Graben-System statt.
Die Besonderheit der Beusterburg liegt darin, dass sich Wall und Graben seit der Errichtung in der Jungsteinzeit erhalten haben, was anscheinend auf ihrer abgeschiedenen Lage auf einem bewaldeten Höhenzug beruht.